# Parc national de Preah Monivong
Le parc national de Preah Monivong appelé aussi parc national de Bokor (Khmer: ភាសាខ្មែរ) est un parc national situé au sud du Cambodge. Ses principales attractions sont la station d'altitude de Bokor et sa riche biodiversité.

## Réserve de biodiversité
Ce parc national abrite une grande biodiversité mais il faut faire attention car il est truffé de mines anti-personnel laissées par les khmers rouges.

### Faune
On peut voir des éléphants d'Asie, des tigres d'Indochine, des loris lents du Bengale, des petits mammifères... des tortues, des varans, des serpents dont les très venimeux cobras... ainsi que plus de 300 espèces d'oiseaux.

### Flore
Ce parc national est constitué de forêts tropicales denses et humides. On trouve entre autres du bois précieux blackwood (dalbergia cochinchinensis, dalbergia oliveri...) et des fruits de samrong (sterculia lychnophora).

Plantes et fleurs
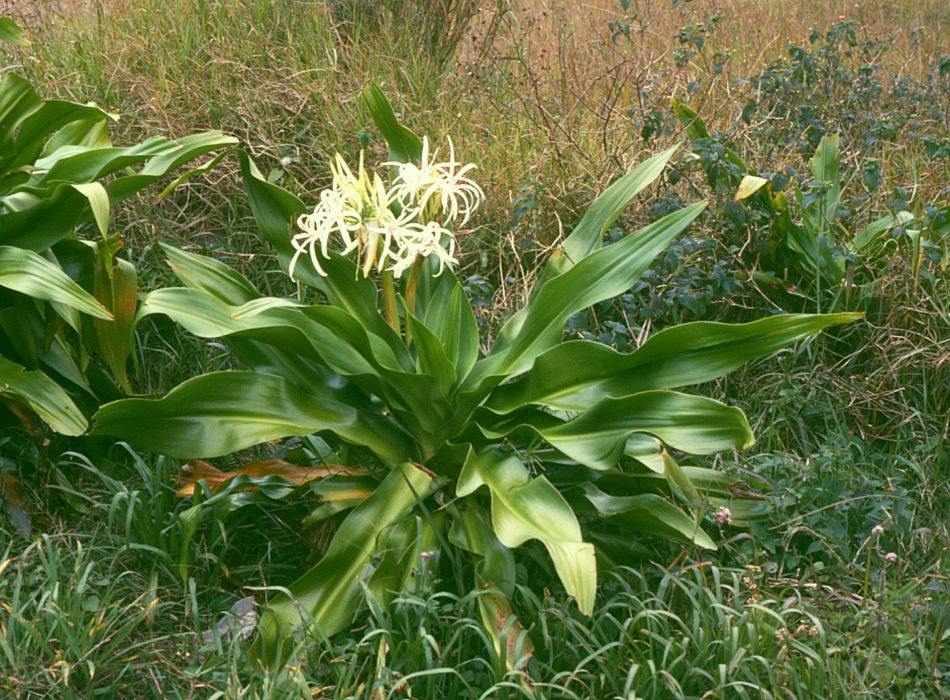
Crinum asiaticum
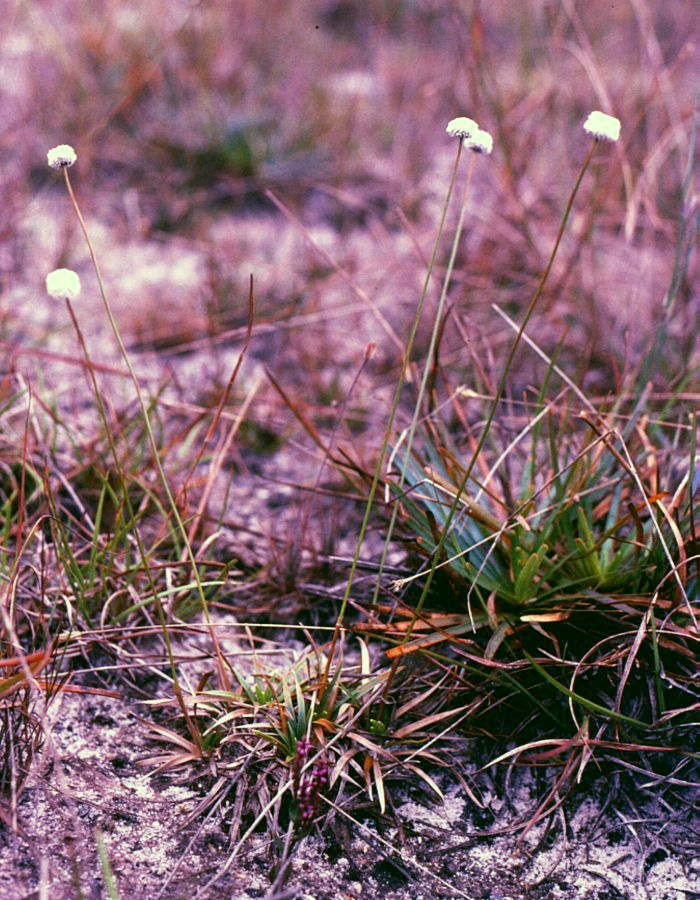
Eriocaulon ubonense
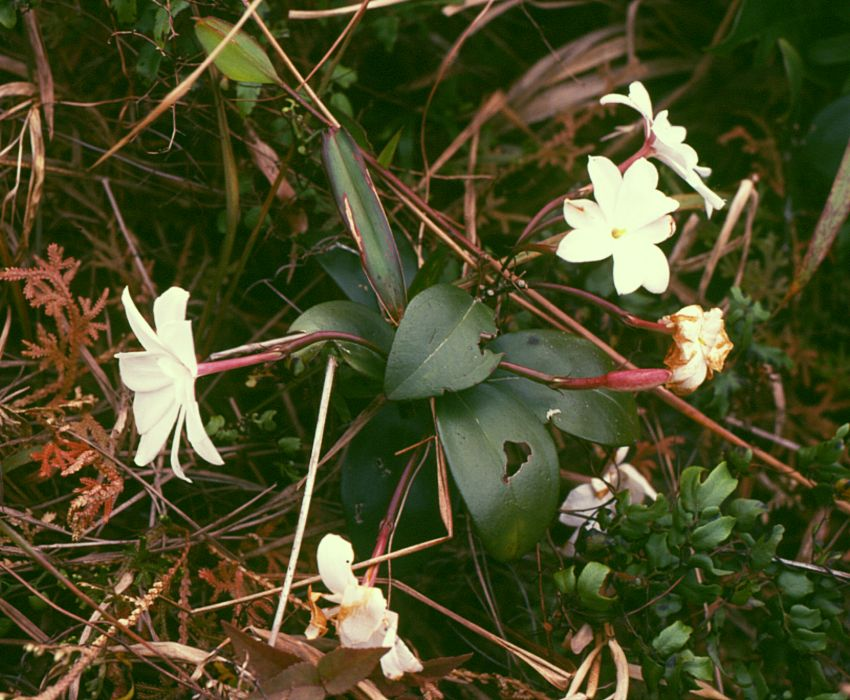
Jasminum nobile
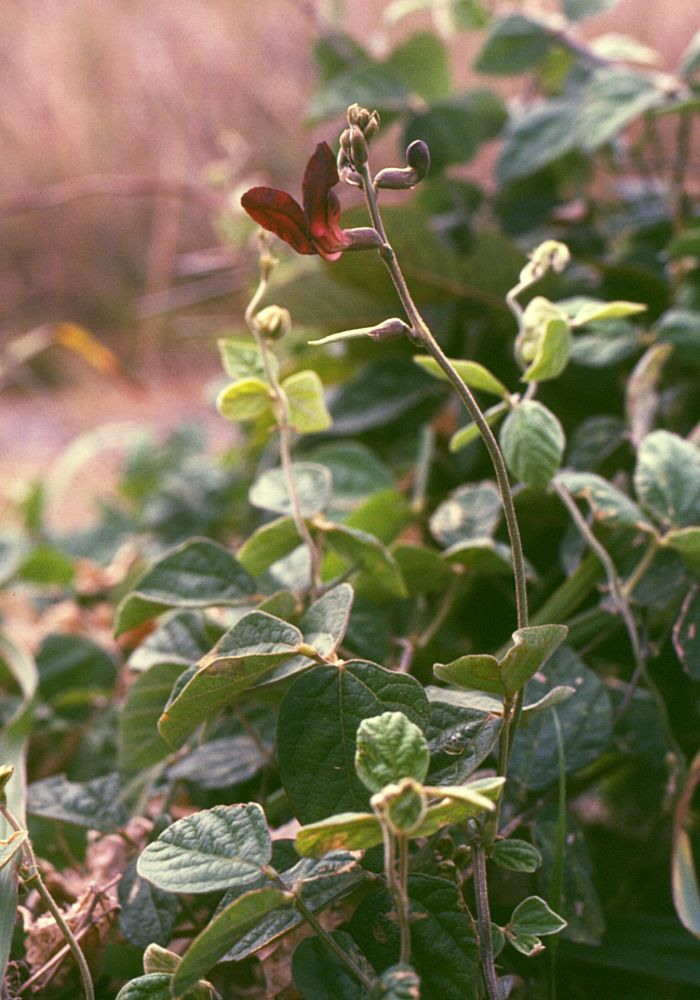
Macroptilium atropurpureum
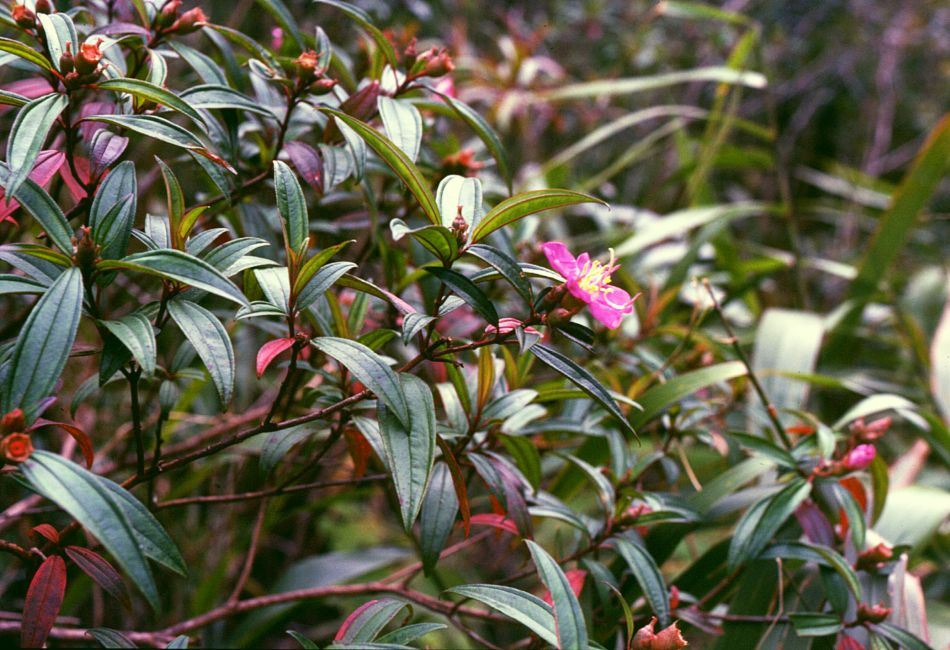
Melastoma malabathricum
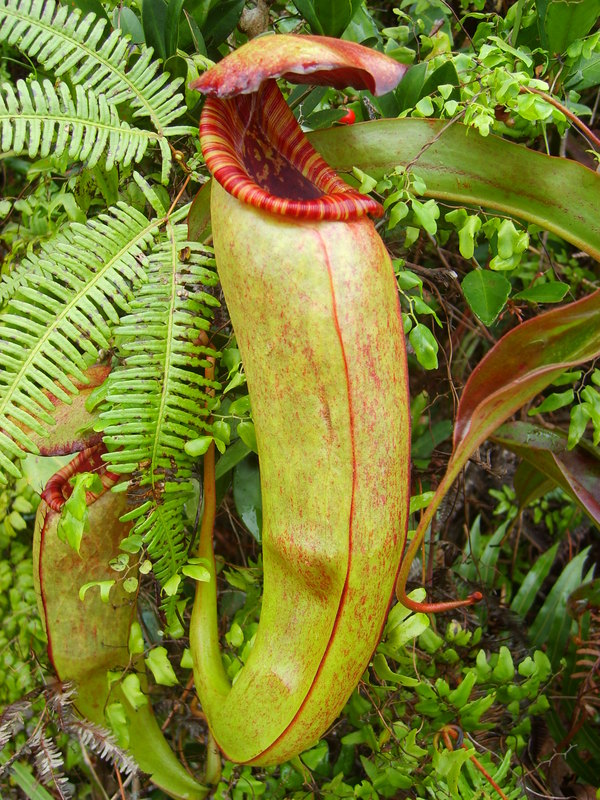
Plante carnivore Nepenthes bokorensis
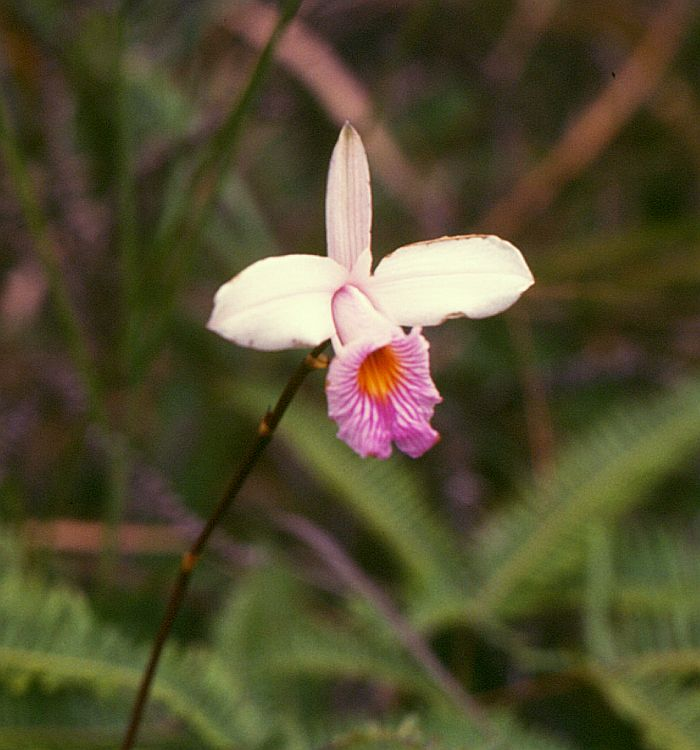
Orchidée Arundina graminifolia
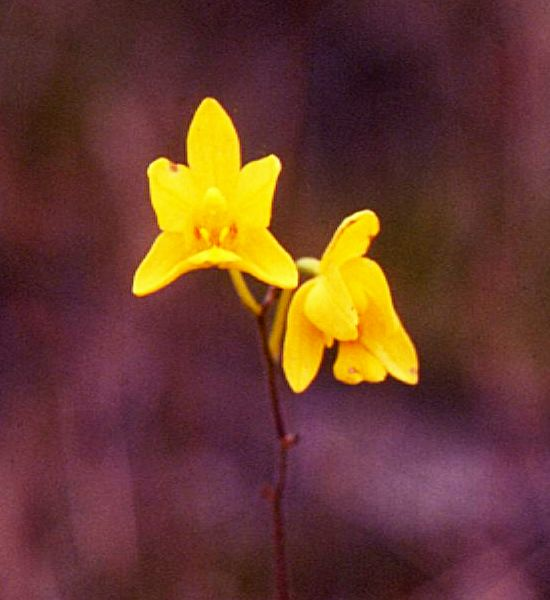
Orchidée Spathoglottis affinis
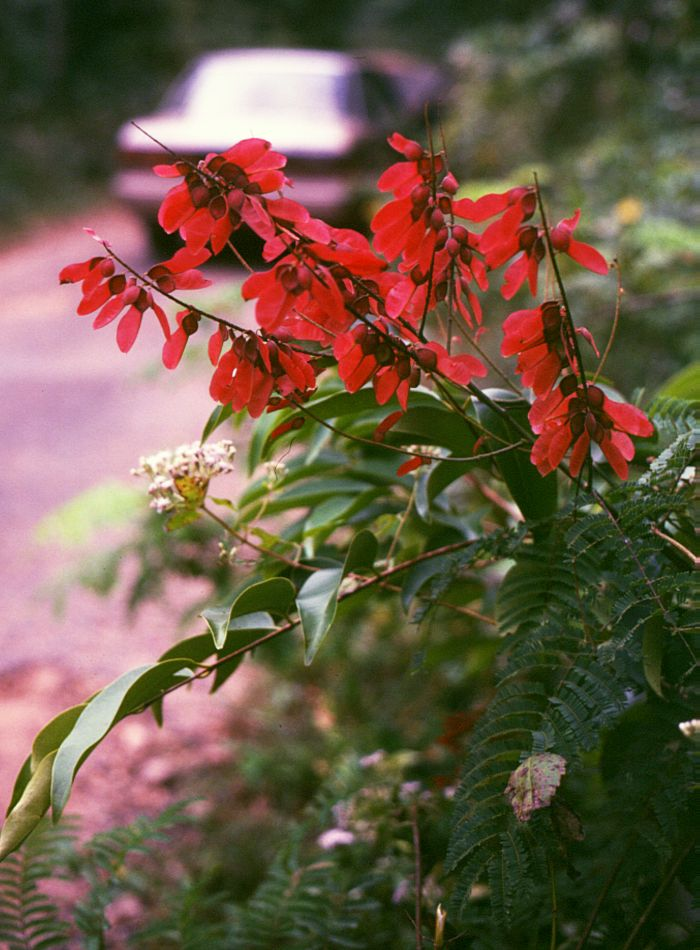
Pterolobium microphyllum
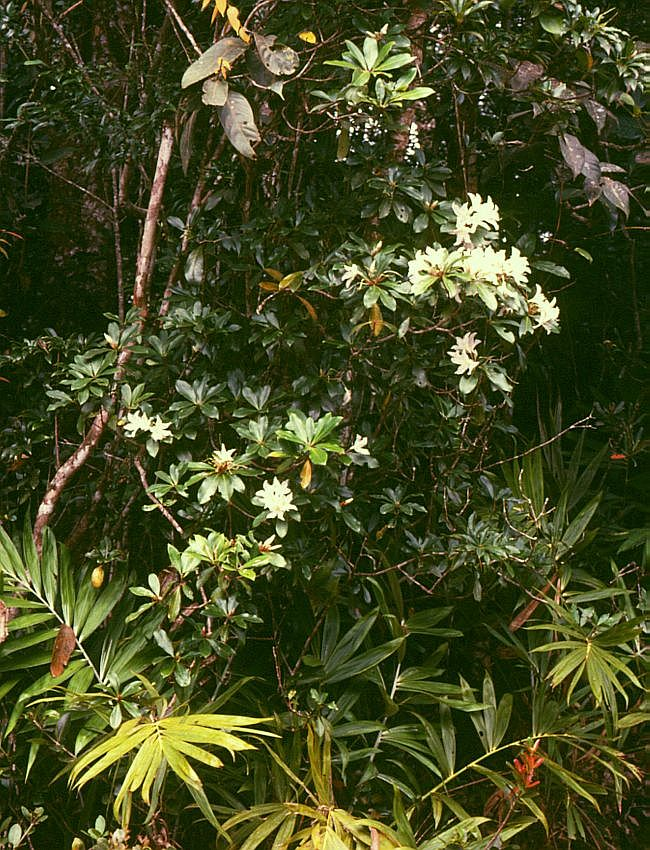
Rhododendron moulmainense
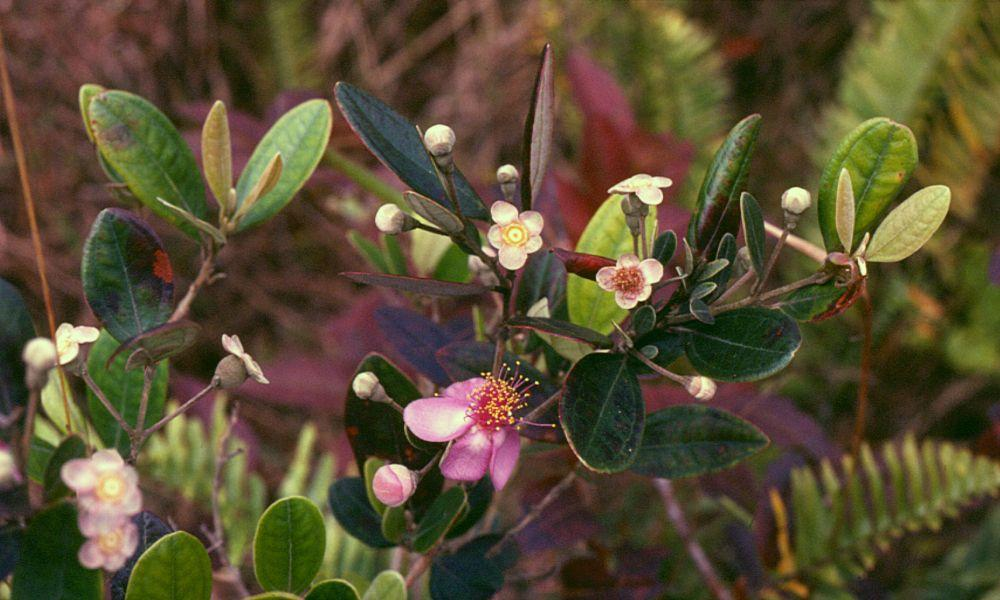
Rhodomyrtus tomentosa
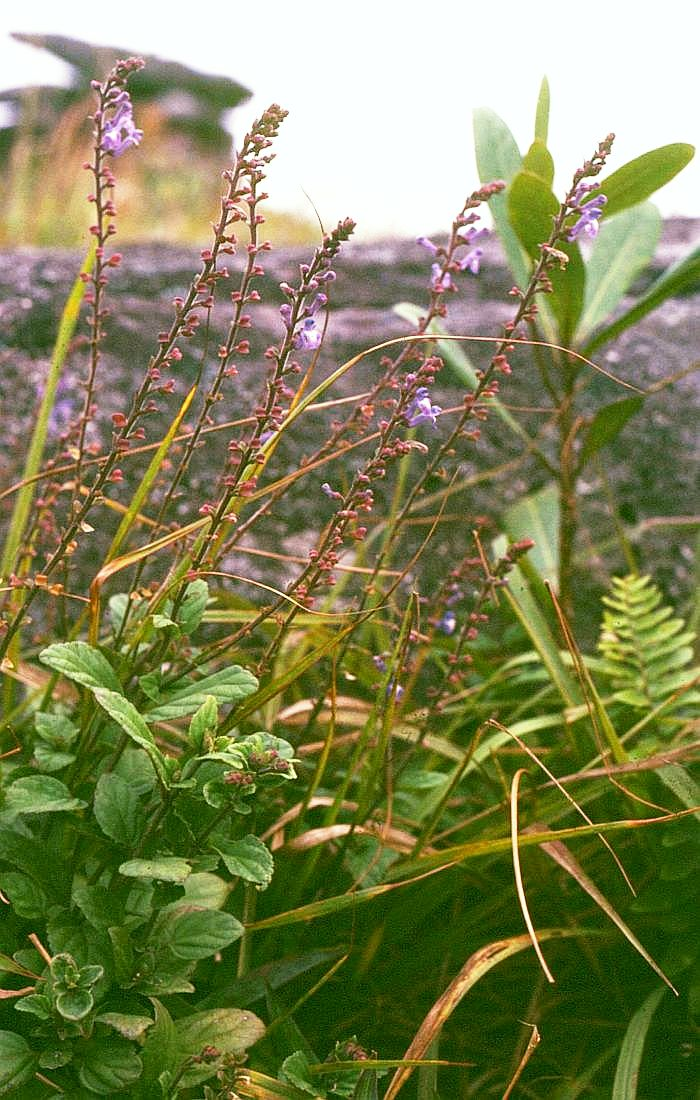
Scutellaria discolor

## Politique de protection de l'environnement
Au début des années 2000, en 2002, le gouvernement cambodgien avec l'aide de l'association écologique anglo-américaine WildAid a créé une unité de 57  gardes-forestiers-rangers pour lutter contre le braconnage du bois et des animaux.